# Стеклопакет
Стеклопаке́т — светопрозрачная конструкция строительного назначения из двух и более стёкол, скреплённых (склеенных) между собой по контуру с помощью дистанционных рамок и герметиков. Предназначение стеклопакета как замены обычных стёкол — в повышении сопротивления теплопередачи окна, поскольку воздух и некоторые другие газы плохо пропускают тепло.
Активно применяются в строительстве, для устройства светопрозрачных фасадов и светопрозрачных конструкций зданий.

## Конструкция
Метод скрепления стёкол — бутиловый герметик и металлическая или пластиковая дистанционная рамка. Пластиковая рамка незначительно повышает сопротивление теплопередаче. Конструкция стеклопакета закрепляется тиоколом или другим подходящим герметиком.
Между стёклами часто находится сухой воздух, однако для улучшения характеристик сопротивления теплопередаче внутрь стеклопакета закачивают благородные газы (аргон, ксенон, криптон) или углекислый газ.
Например, аргон не только повышает теплоизоляцию, но и положительно влияет на шумоизоляцию. Главное качество стеклопакетов с аргоном заключается в том, что они не только сохраняют тепло в помещении в холодное время года, но и поддерживают в нём комфортную температуру в жаркое время.
Существует технология по изготовлению стеклопакетов с вакуумной прослойкой, но она достаточно редка. При такой технологии два стёкла отстоят друг от друга на расстоянии менее миллиметра, а для предотвращения их слипания между стёклами находятся распорки (пиллары) из металла или стеклокерамики с шагом 2—4 см.

## Виды стеклопакетов
Стеклопакеты различаются по способу изготовления:
- Изготовление по стандартной технологии, где есть металлический или пластиковый спейсер, в который засыпается молекулярное сито, после чего склееные стёкла обмазываются по кромке силиконом, изомелтом, полисульфидным или полиуретановым герметиком, что является вторичной герметизацией.
- Изготовление по технологии «тёплый край». Технология новая и перспективная. Отличается от стандартной тем, что вместо многошагового изготовления стеклопакета, здесь используется всего 2 шага(нанесение гибкого спейсера, прессование), что значительно экономит время и деньги. Стеклопакет получается теплее, чем при стандартном способе изготовления.

Согласно ГОСТу 24866 стеклопакеты можно классифицировать:
- По количеству камер. Между каждыми двумя стёклами образуется пространство, называемое камерой. В связи с этим стеклопакеты подразделяют на однокамерные (два стекла), двухкамерные (три стекла) и т. д.
- По ширине. Ширина стеклопакета — это полная ширина блока вместе со стеклянной и воздушной частью. Встречаются стеклопакеты шириной 14, 16, 18, 20, 22, 24, 28, 32, 36, 40, 42, 44 мм и др.
- По типам применяемого стекла:
  - обычное
  - энергосберегающее — стёкла с низкоэмиссионным покрытием (с твёрдым или мягким покрытием — также известны как К или I-тип)
  - шумозащитное — триплекс
  - солнцезащитное — тонированное стекло в массе, тонированное плёнкой или с покрытием «Solar»
  - ударопрочное — триплекс, закалённое стекло, прозрачная броня, химически закалённое стекло.
  - Полупрозрачное (для ванных комнат и туалетов).
  - Безосколочное стекло

Также стеклопакеты могут иметь декор, например, шпросы.

### Маркировка стеклопакета
Маркировка стеклопакета — стекло/марка — дистанция/наполнение — стекло/марка. Маркировка всегда начинается с внешнего стекла, обращённого на улицу.
Пример: 8M1-16-4M1-12Ar-4K — 8 мм стекло марки М1, 16 мм возд. дистанция, 4 мм стекло М1, 12 мм дистанция, заполнение аргон, 4 мм К-стекло.

### Теплоизоляция
С ростом межстекольного пространства от ~10 мм до ~16 мм (в каждой камере) теплоизоляционные характеристики стеклопакета растут, но свыше 24 мм начинают ухудшаться в силу роста конвективной теплопередачи в межстекольном пространстве. Оптимальная ширина дистанционной рамки для двухкамерного энергосберегающего стеклопакета, заполненного аргоном (Ar) составляет 14 мм.

### Звукоизоляция
Что касается вопроса звукоизоляции тех или иных стеклопакетов, то тут действуют обычные законы физики:
- в основной степени уровень звукоизоляции зависит от массы преграждающего материала, в данном случае стеклопакета. Чем выше масса стеклопакета на выбранную единицу площади, тем его звукоизолирующий эффект на этой площади выше. То есть и так как обычный двухкамерный стеклопакет, состоящий из трёх стёкол толщиной 4мм (например, даже 4-6-4-6-4) тяжелее, чем такой же по площади однокамерный 4-16-4, то, соответственно, и его звукоизолирующие характеристики лучше.
- уровень звукоизоляции зависит также и от общей толщины звукоизолирующего материала. Двухкамерный стеклопакет, в котором присутствуют, соответственно, 3 стекла и который обычно используется не толще 48 мм, в любом случае имеет воздушные прослойки. Человеческий же слух в состоянии ощутить улучшение звукоизоляции тремя одинаковыми стёклами, если каждое межстекольное пространство увеличить не менее, чем на 50—70 мм и получить соответствующий стеклопакет толщиной около 115—120 мм. Ведь только такое увеличение толщины стеклопакета обеспечит повышение его звукоизоляции не менее, чем на 1дБА — тот уровень, который человеческий слух уже в состоянии распознать. Вывод — разница в степени звукоизоляции стеклопакетов 4-6-4-6-4 и 4-16-4-16-4 для человеческого слуха неуловима.
- уровень звукоизоляции зависит от разнородности звукоизолирующего материала. То есть на звукоизолирующие характеристики стеклопакета одной и той же толщины существенно повлияет применение стёкол разной толщины (4 мм, 6 мм, 8 мм, триплекс и т.д).
- использование в одном стеклопакете дистанционных рамок разной ширины на уровень звукоизоляции стеклопакета в целом не влияет никак. Использованием дистанционных рамок разной ширины в одном стеклопакете можно всего-лишь исключить явление звукового резонанса, когда при прохождении того или иного звукового потока конкретной частоты через стеклопакет, в случае совпадения данной частоты звука с вынуждающие колебания стеклопакета, возможно резкое его усиление, а не ослабление. При этом следует заметить, что резонанс в стеклопакетах, как и в обычной природе вообще — явление крайне редкое.

На шумозащиту ширина дистанции оказывает большое влияние; чем шире, тем выше звукоизоляционные свойства стеклопакета. Ощутимый результат даёт применение триплекса и более толстых стёкол.

### Применение однокамерных стеклопакетов
Однокамерные узкие стеклопакеты зачастую используются для остекления балконного блока, когда сам балкон снаружи уже остеклён.
В случае больших оконных блоков также устанавливаются однокамерные стеклопакеты — для исключения провисания и слипания стёкол под действием их собственного веса. При этом необходимо комплектовать их более толстыми стёклами, начиная от 5 мм.

### Ударопрочность
В случае, если возможны механические повреждения конструкции (входные группы, витринные стеклопакеты, окна в помещениях спортивного и игрового направления и по желанию клиента), используются более толстые и ударопрочные стёкла: бронестекло, триплекс, закалённые, с ударопрочной плёнкой.

## Теплопотери стеклопакетов
Излучение тепла подчиняется тем же законам, что и другие виды электромагнитных волн, такие как отражение, преломление и распространение. Интенсивность излучения тепловой энергии напрямую зависит от температуры тела. 
Коэффициент теплового излучения определяется не только температурой, но и химическим составом излучающей поверхности. С практической точки зрения, чтобы уменьшить потери тепловой энергии в стеклопакетах, можно использовать тонкопленочные покрытия на основе оксида металлов или заполнить камеры инертными или активными газами. Также можно создать вакуум внутри стеклопакета, чтобы снизить естественную конвекцию и снизить теплопотери. 
Оптимальное расстояние между стёклами составляет от 16 до 24 мм. Вместо этого можно использовать стеклопакеты с электроподогревом. Классическое двойное остекление имеет большие потери тепловой энергии (на 30—40%).

## Производители стеклопакетов
Производителями стеклопакетов на сегодняшний день наиболее часто являются сами компании, занимающиеся производством окон. Однако есть и компании, которые производят только стеклопакеты.